# Ischnura heterosticta
Ischnura heterosticta (лат.) — вид стрекоз рода Ischnura из семейства стрелок (Coenagrionidae). Самый крупный из трёх видов тонкохвостов Австралии. Обычно их можно найти вблизи медленно текущей или стоячей воды. Личинки устойчивы к повышенной солёности воды. Имаго летают с октября по март. Считаются видом вне опасности.

## Описание
Небольшая стрекоза. У большинства самцов голубые глаза, синяя грудь и брюшко с синими кольцами. Самки бывают окрашены по-разному, включая зелёную, коричневую и чёрную вариации, а также форму, окраской очень похожую на самца.

## Распространение
В Австралии Ischnura heterosticta встречается по всему континенту, включая Тасманию.